# Schwibbogen (Architektur)

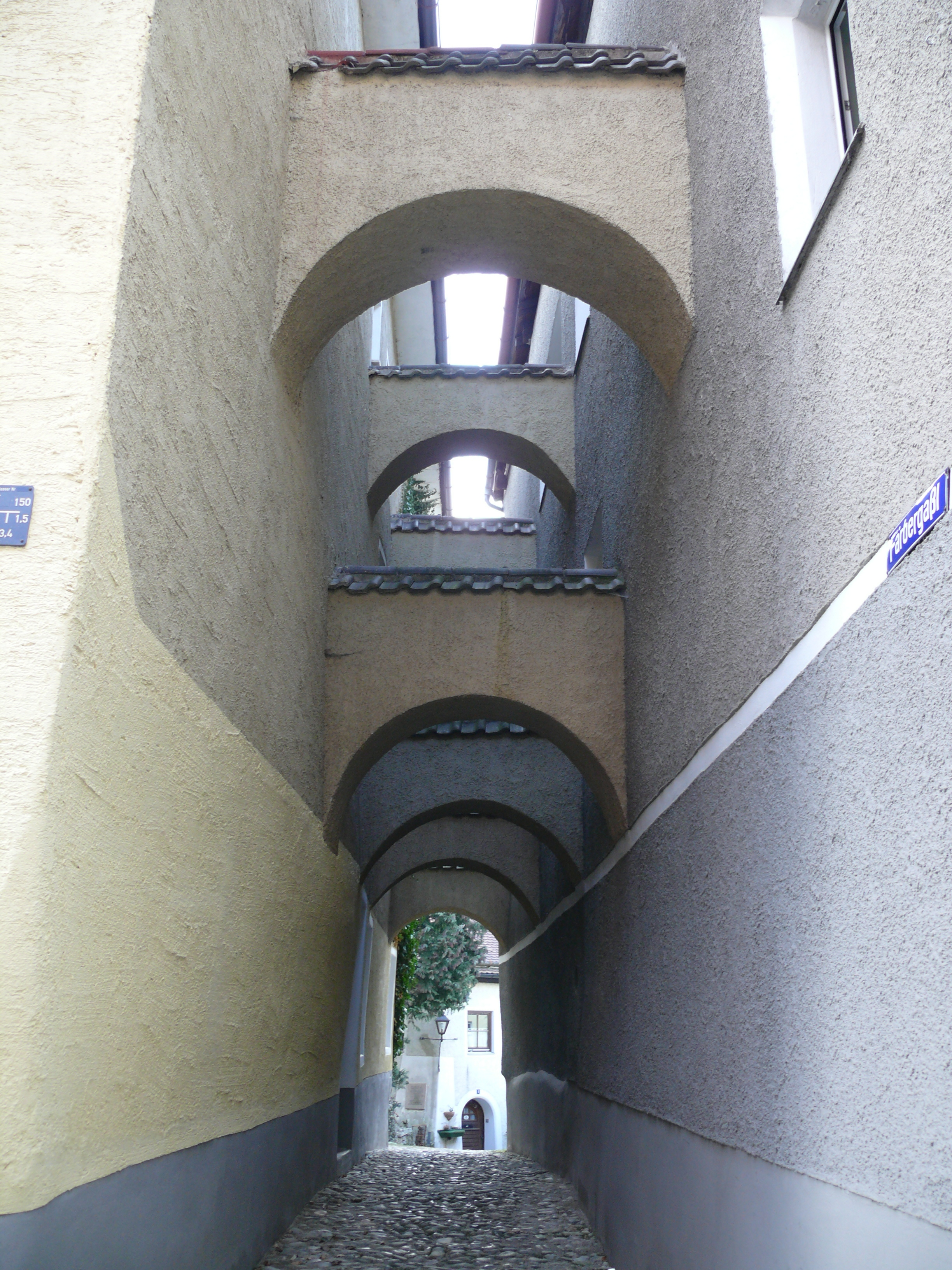
Schwibbögen über dem Färbergaßl in Laufen a. d. Salzach.

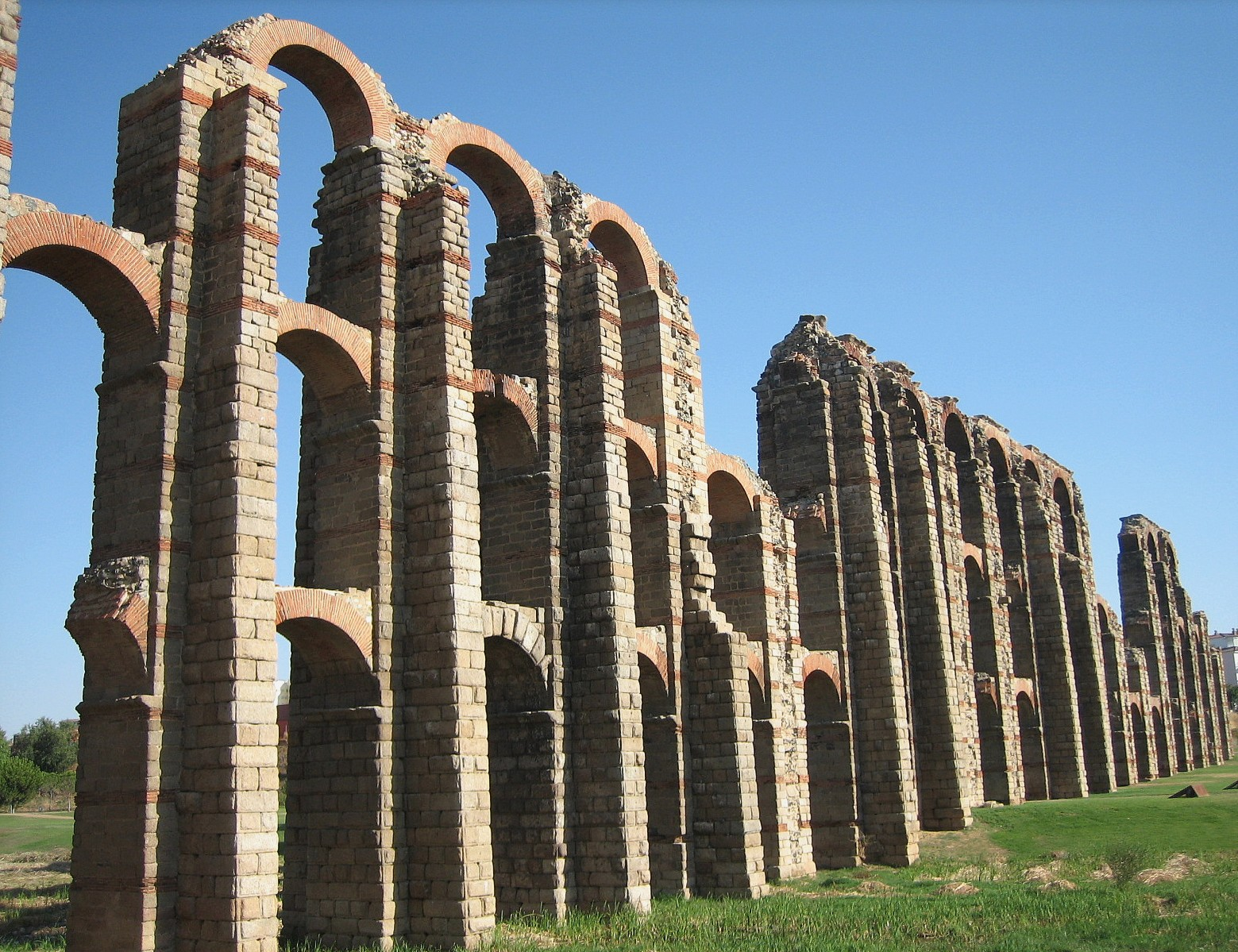
Schwibbögen am Aquädukt von Merida

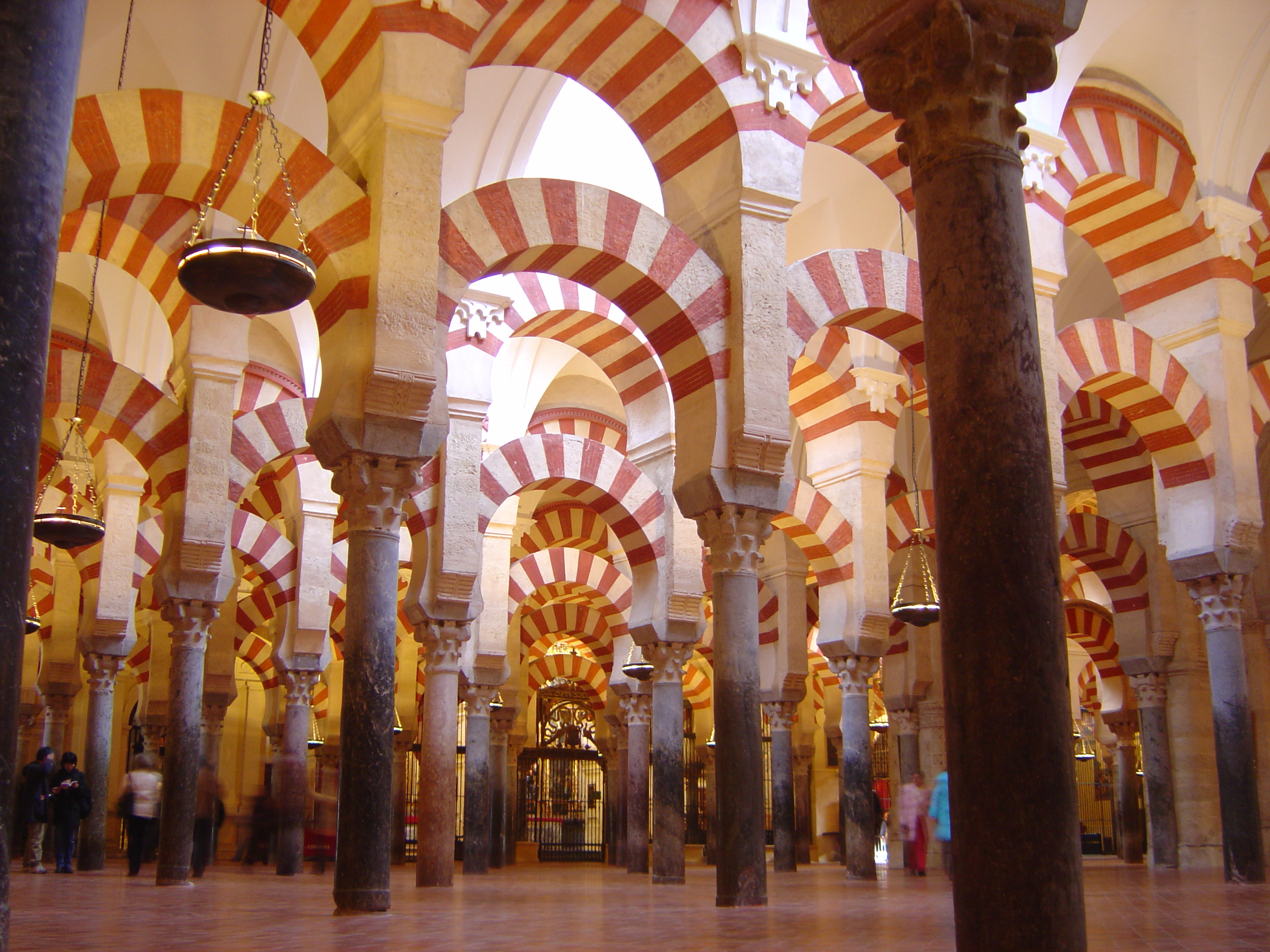
Auch die unteren Bögen in der Mezquita von Córdoba können als Schwibbögen bezeichnet werden.

Obwohl architektonisch keine echten Bögen, basieren die Querverbindungen zwischen den Pfeilern der Golden Gate Bridge und anderer Hängebrücken – sowohl hinsichtlich ihres Aussehens als auch in ihrer Funktion – auf Schwibbögen.

Der Schwibbogen (auch Schwiebbogen, Schwebebogen) ist im Allgemeinen ein nicht tragender stützenloser, horizontal gespannter Bogen zwischen zwei Gebäuden oder Bauteilen zur Übertragung des Horizontalschubs, oder allgemeiner ein Bogen, der sich baustatisch zwischen zwei Wände oder Pfeiler spreizt.

## Geschichte
In der Antike sowie im frühen und hohen Mittelalter waren Schwibbögen weitestgehend unbekannt. Antike Ansätze hierzu sind die zur Stabilisierung zwischen die dominierenden vertikalen Pfeiler des Aquädukts von Merida gespannten Bögen, die hunderte Jahre später wohl auch die Gestaltung der Bögen in der Mezquita von Córdoba beeinflusst haben. Als hochmittelalterliche Ausnahmen können die – allerdings schrägen – gotischen Strebebögen an Kathedralen und anderen größeren Kirchen gelten. Schwibbögen im Innern von Kirchen oder Sälen sowie über Gassen finden sich erst ab dem Spätmittelalter.

## Schwibbögen über Gassen
Häufig finden sich maximal etwa 6 m breite Schwibbögen in den engen Gassen mittelalterlicher Städte. Sie können als Rund- oder Spitzbögen ausgeführt sein; häufiger sind jedoch Segmentbögen. Die Bögen sind in der Regel so geformt, dass sich oben ein horizontaler Abschluss ergibt, auf dem Dachziegel zur Wasserableitung angebracht werden können. Ihre Funktion ist in der Regel die baustatische Abstützung (Abspreizung) gegen sich neigenden Mauern. Derartige Schwibbögen haben in der Regel keine seitlichen Stützelemente wie Halbsäulen oder Pilaster. Die in der Achse meist horizontal ausgeführten Bögen sind so übermauert, dass sich oben gerade – meist gedeckte – Abschlüsse ergeben. Größere Schwibbögen wurden manchmal auch zu begehbaren Verbindungsbrücken zwischen den Obergeschossen der abgestützten Häuser ausgebaut.

Schwibbögen über Gassen
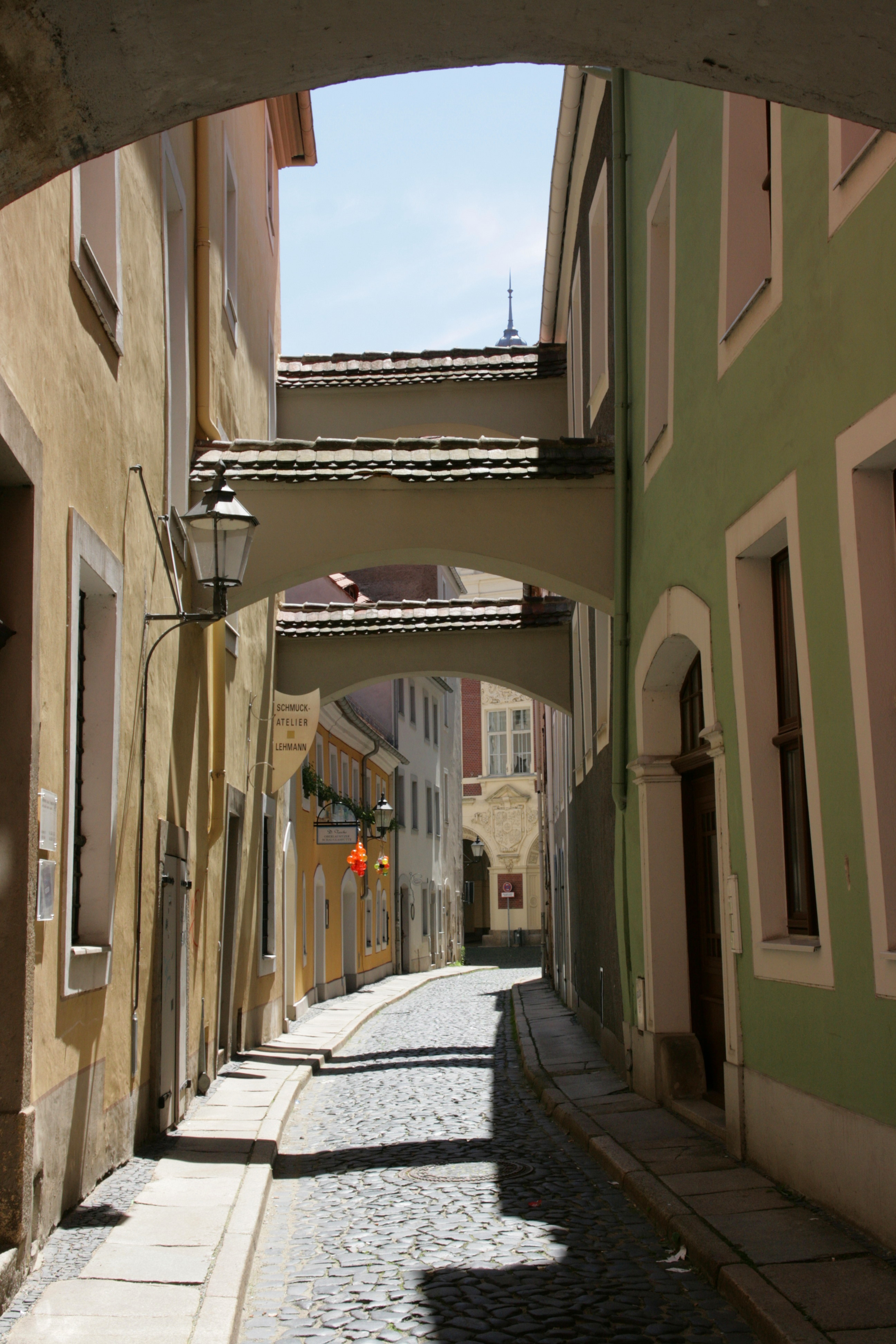
Görlitz, Schwarze Gasse
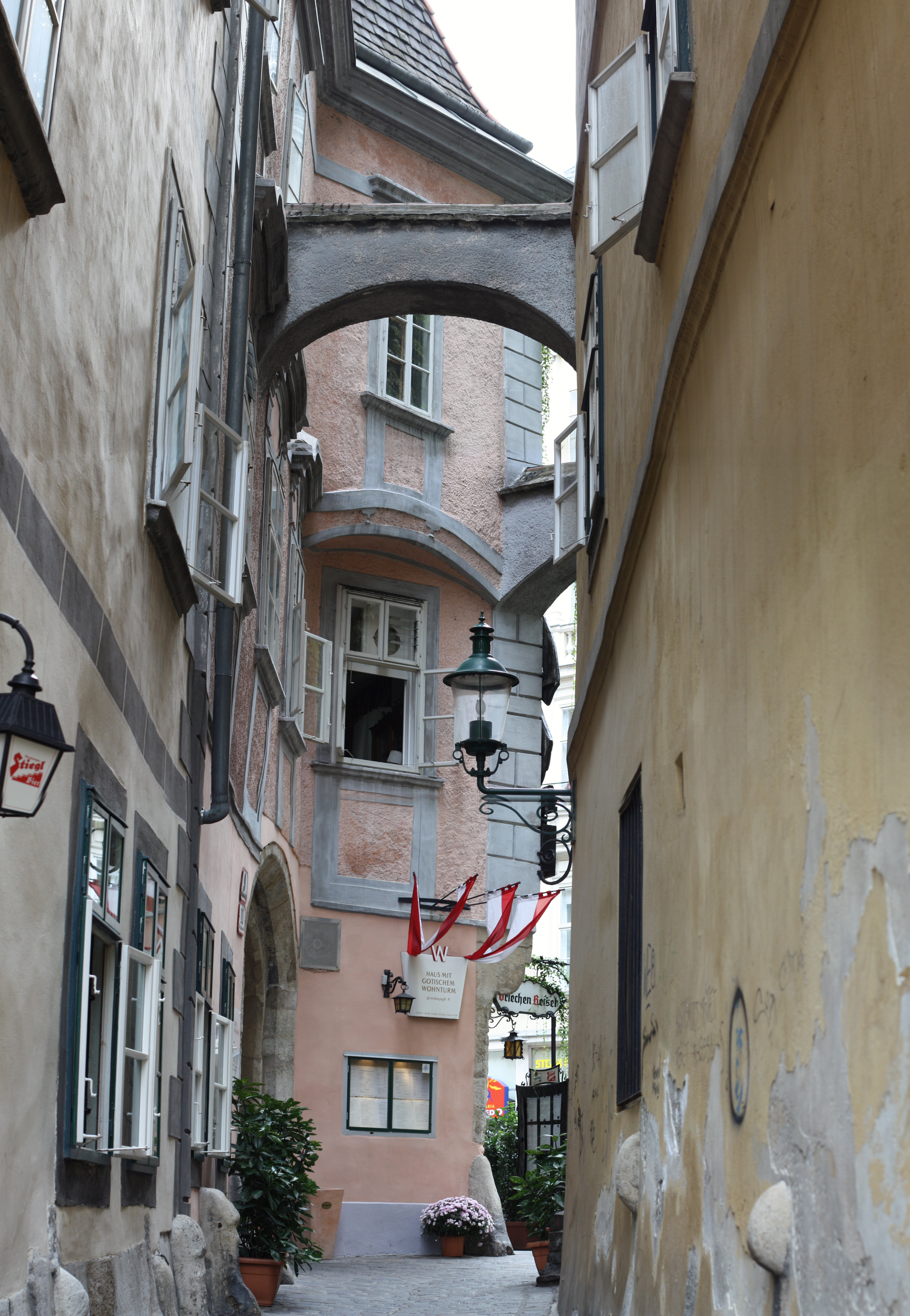
Griechengasse in Wien
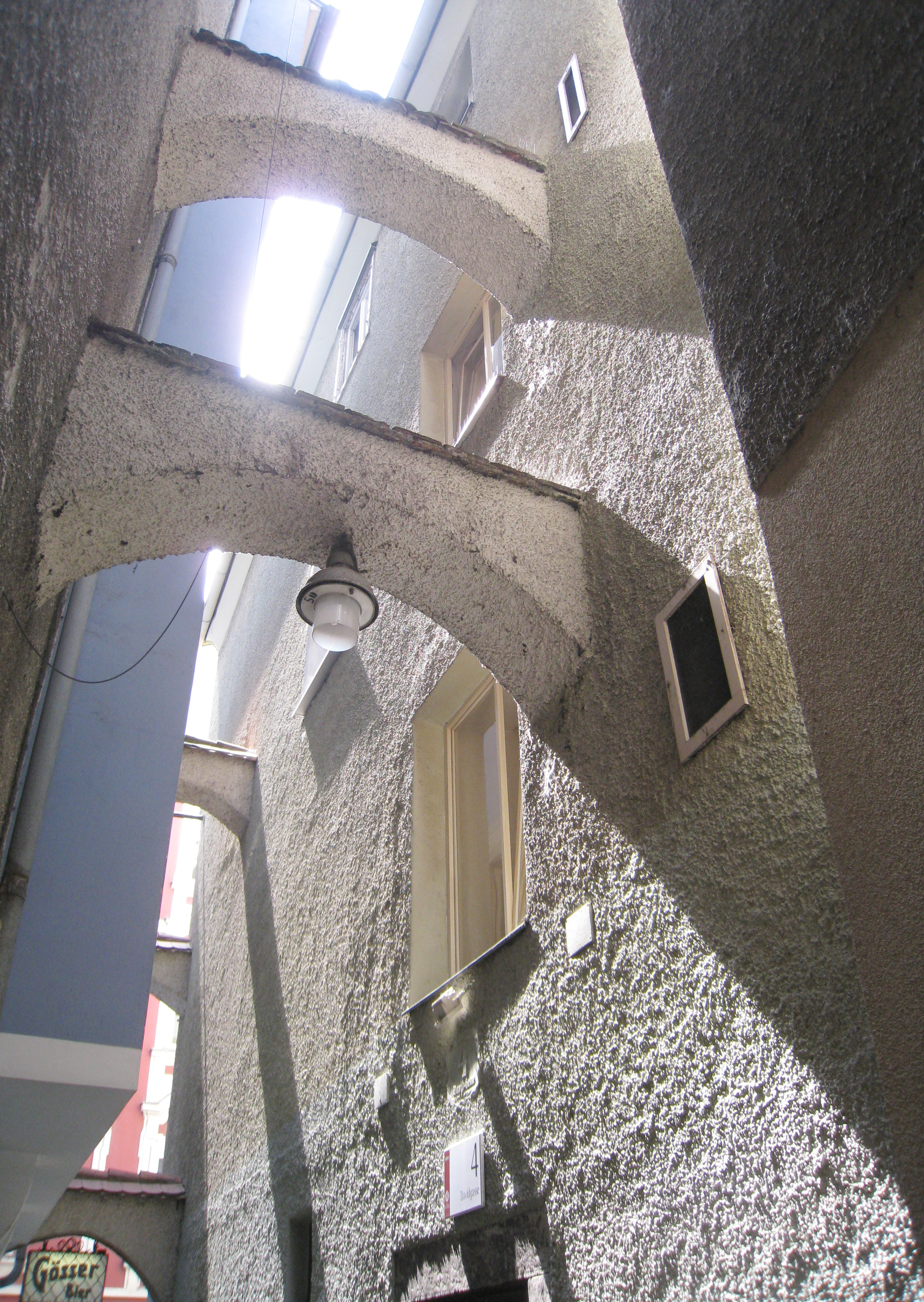
Graz, Davidgasse
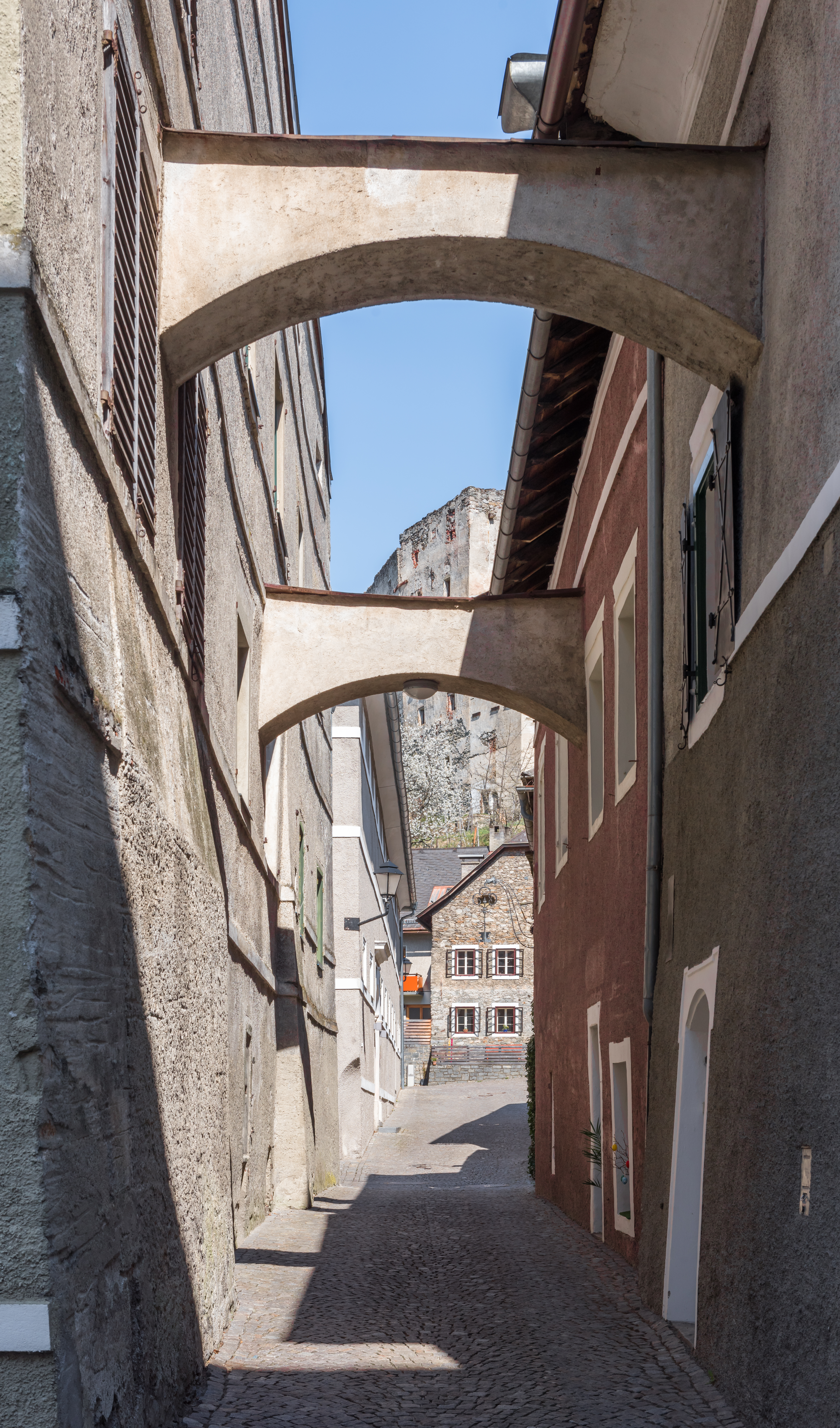
Gmünd in Kärnten, Hintere Gasse
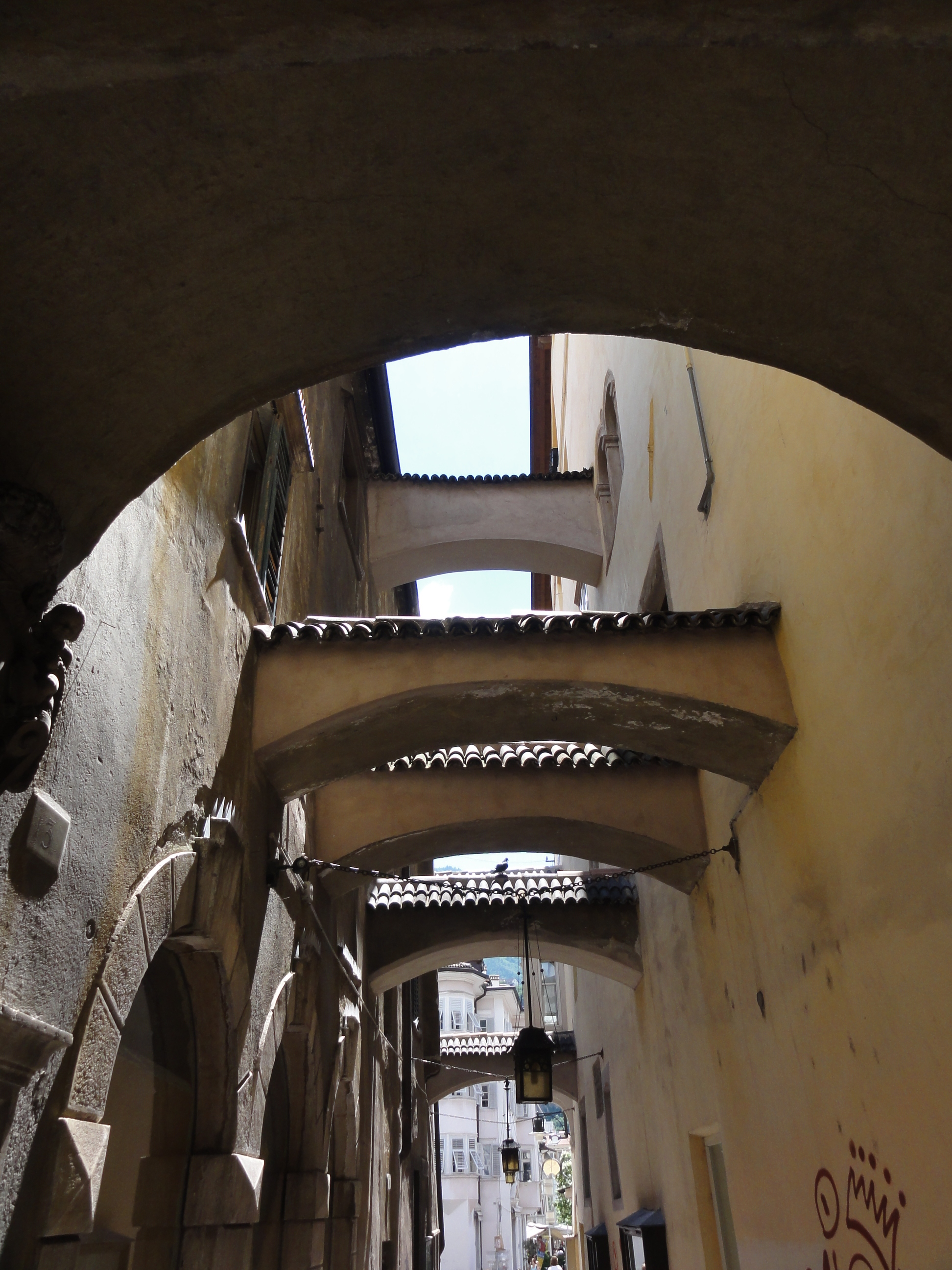
Bozner Waaghaus (16. Jahrhundert)
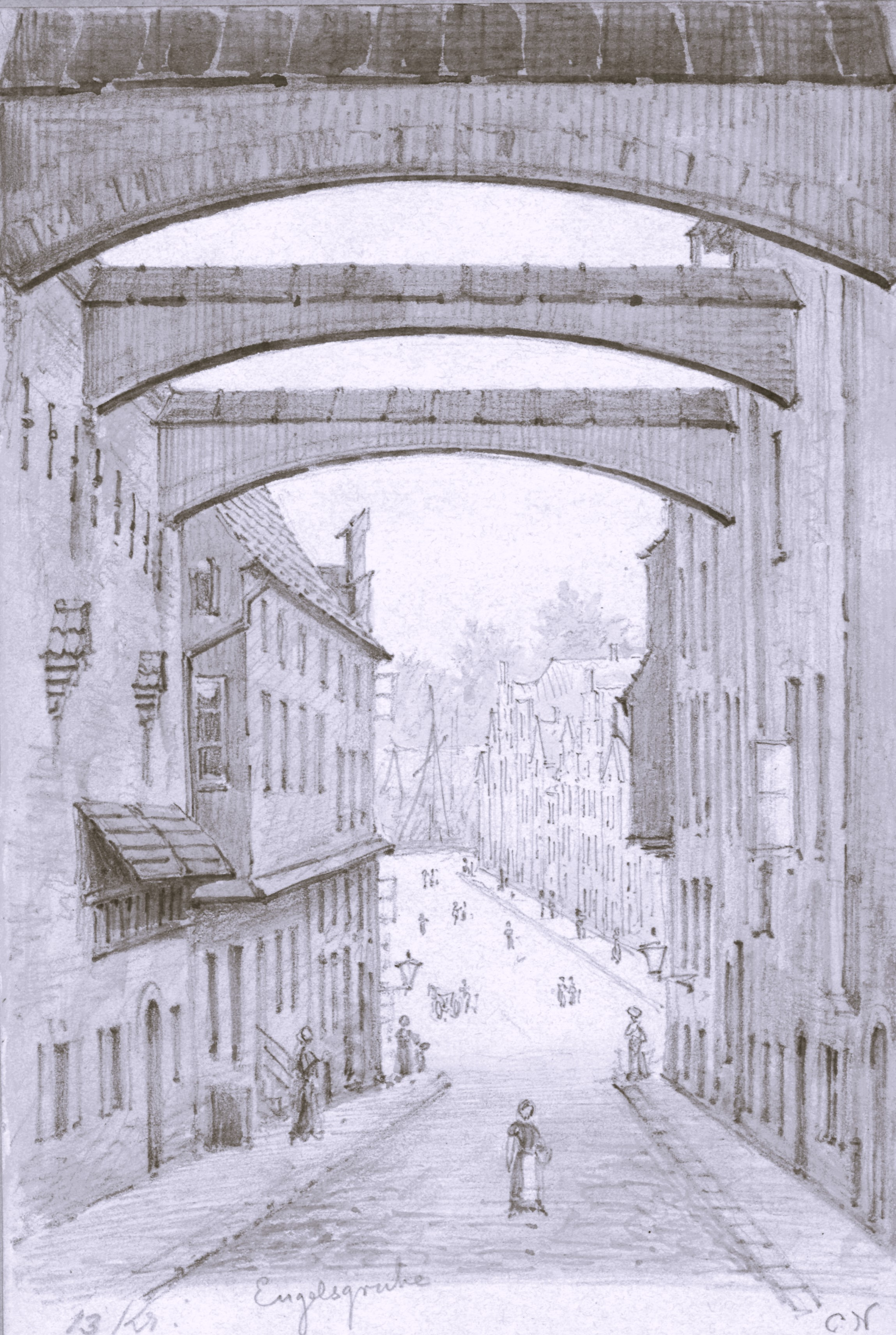
Engelsgrube in Lübeck

## Schwibbögen als Scherenbögen
Eine baukonstruktive und sehr seltene Variante des Schwibbogens ist der Scherenbogen in der gotischen Architektur. Ihre Bezeichnung rührt von der markanten scherenartigen Gestalt und ergibt sich aus der Kombination von zwei gegenläufigen Gewölbebögen. Die bekanntesten vier Scherenbögen befinden sich in der Kathedrale von Wells, die in den Jahren 1338–1348 zur statischen Stabilisierung der gut hundert Jahre älteren Vierung errichtet wurden, als sich dort die Pfeilerfundamente senkten.

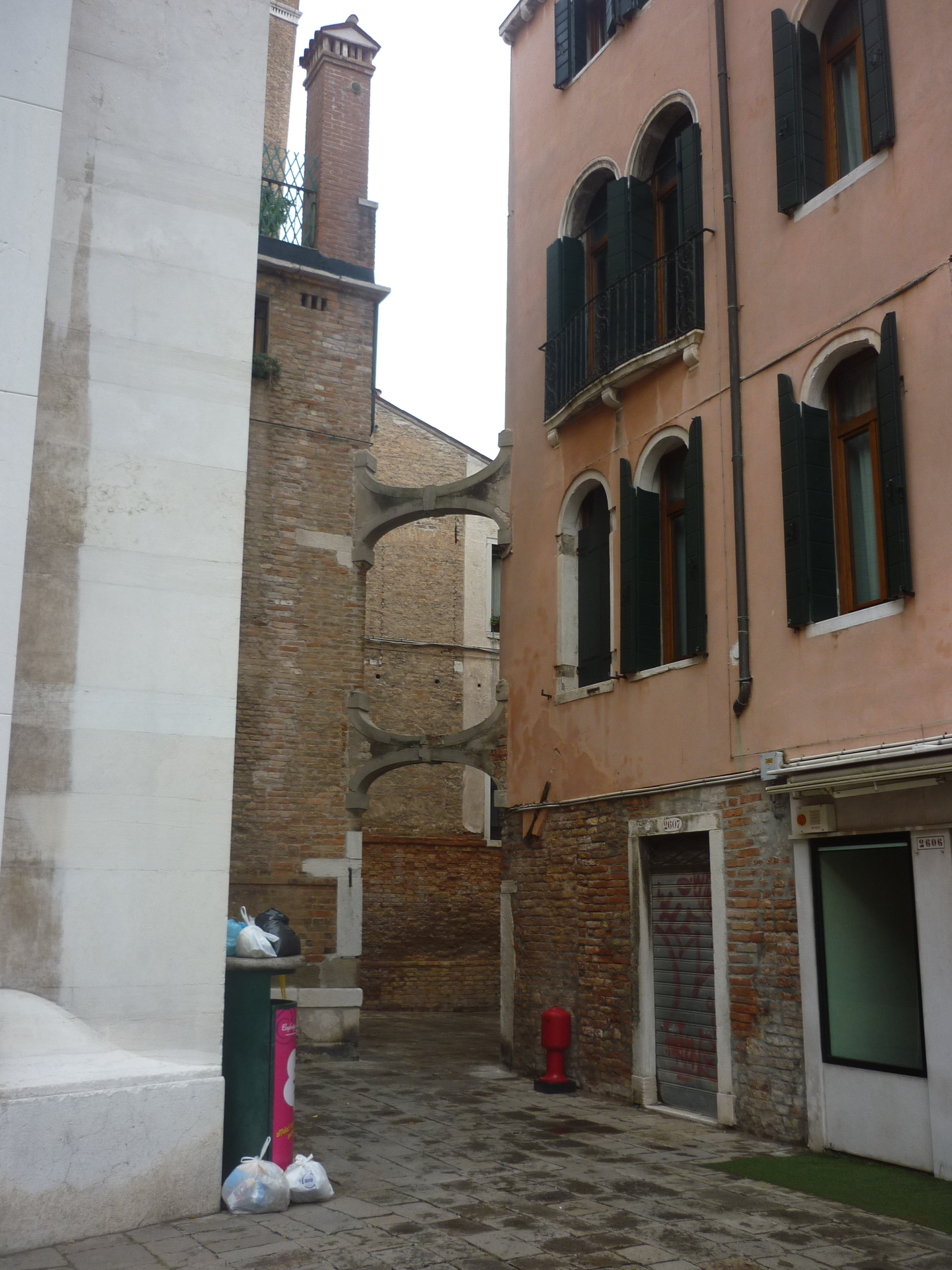
Schwibbogen als Scherenbogen über einer Gasse in Venedig
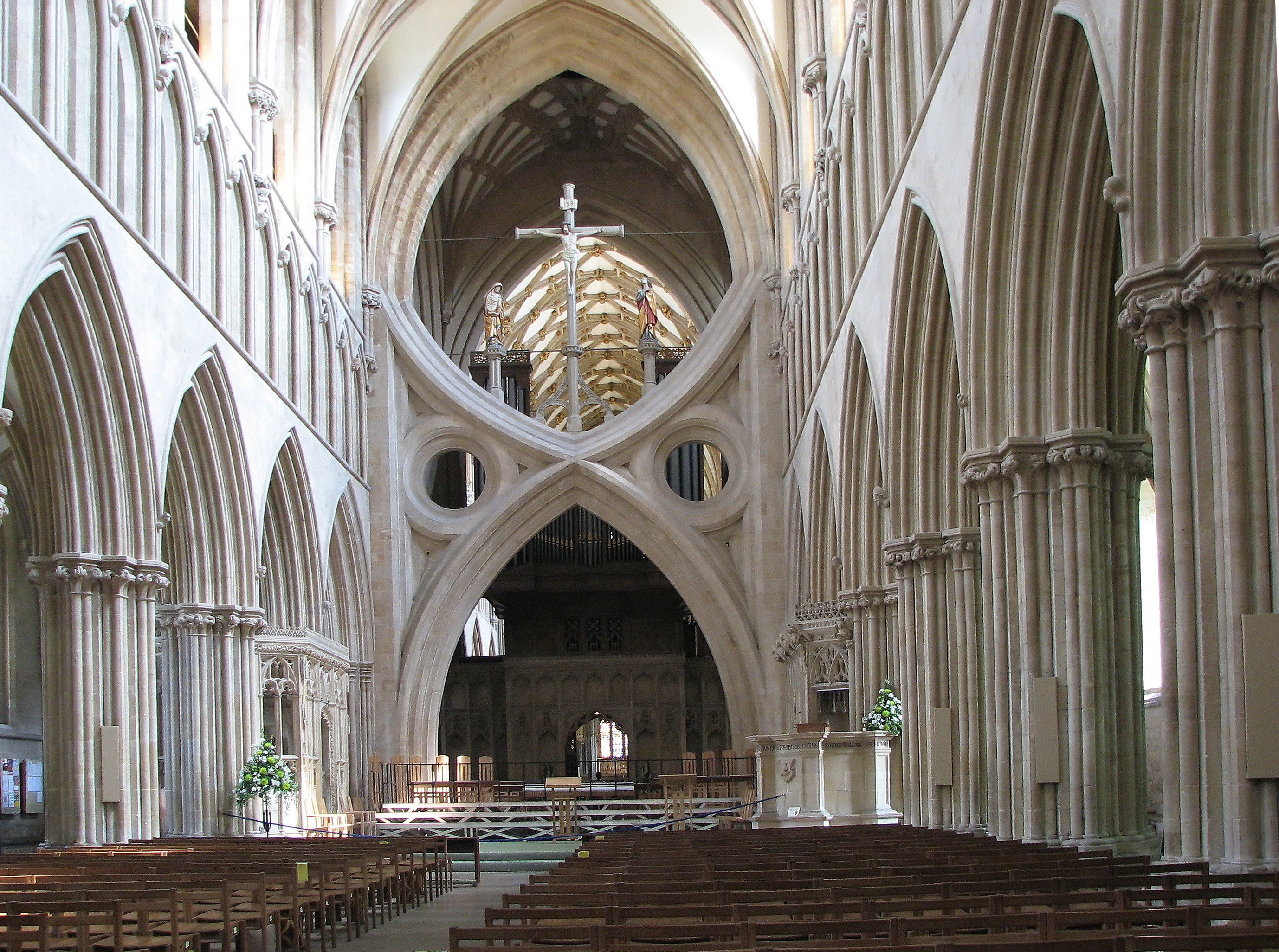
Scherenbogen in der Vierung der Kathedrale von Wells

## Schwibbögen in Sälen und Kirchen
Schwibbögen können auch die baustatische Funktion von Unterzügen für weitgespannte Holzbalkendecken übernehmen, wodurch seit dem Spätmittelalter große Räume und Säle ermöglicht werden.

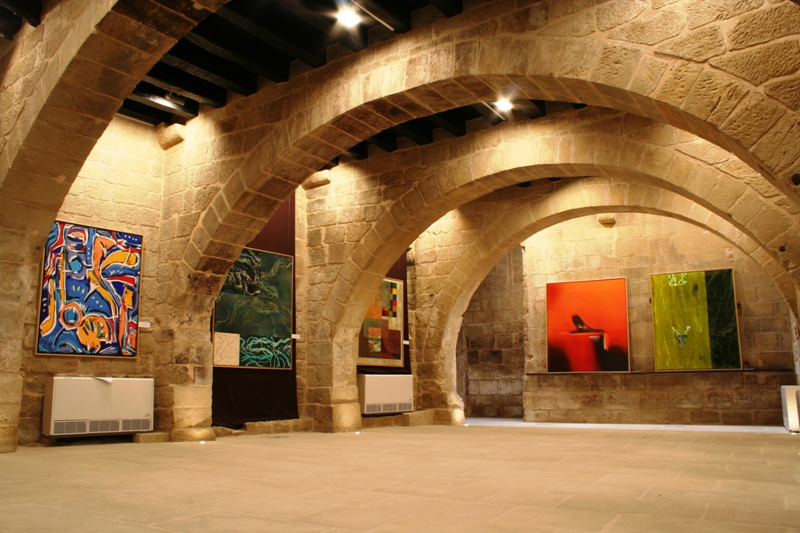
Saal der ehemaligen Börse (lonja), Uncastillo, Aragón
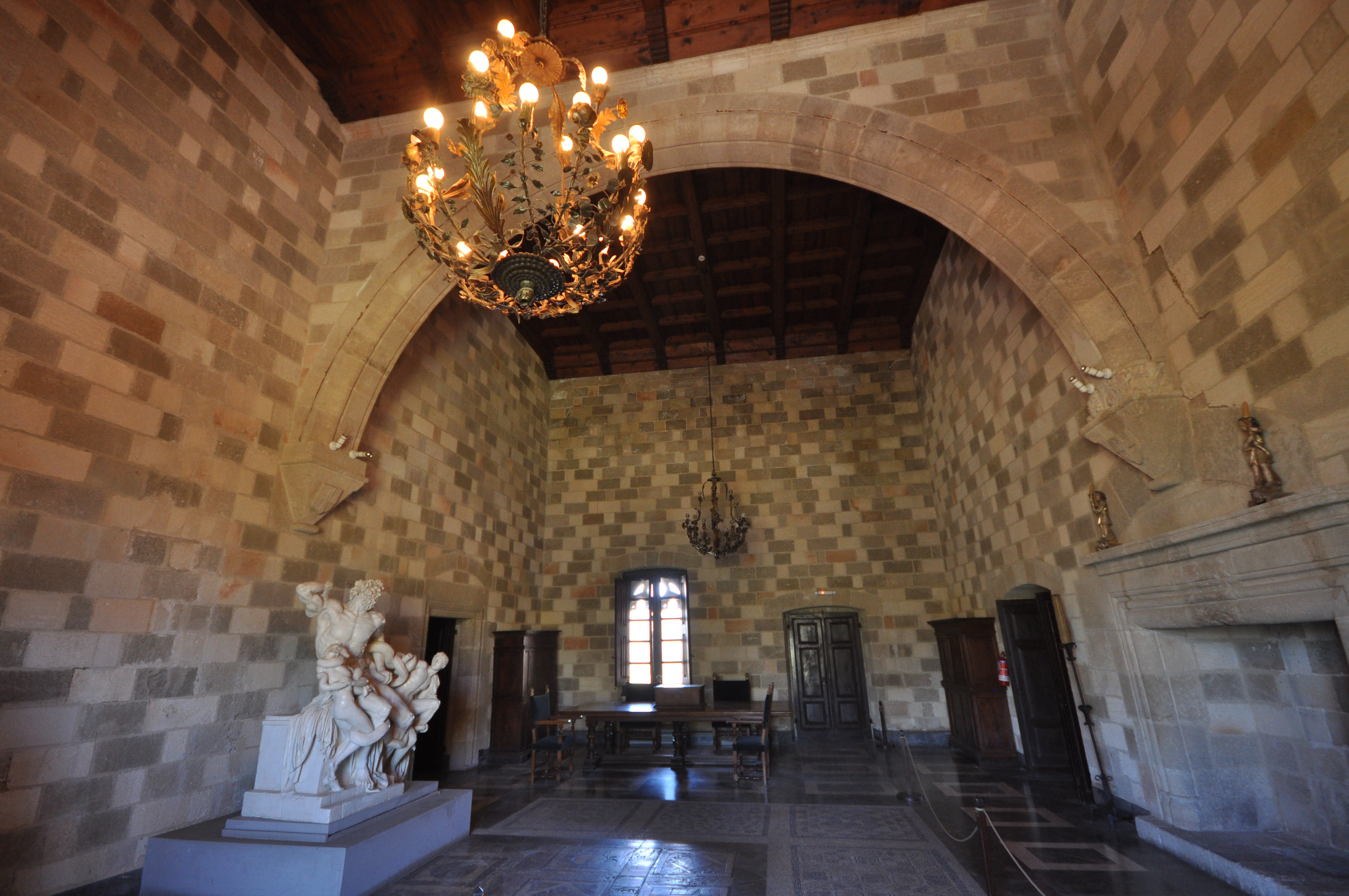
Großmeisterpalast (Rhodos)
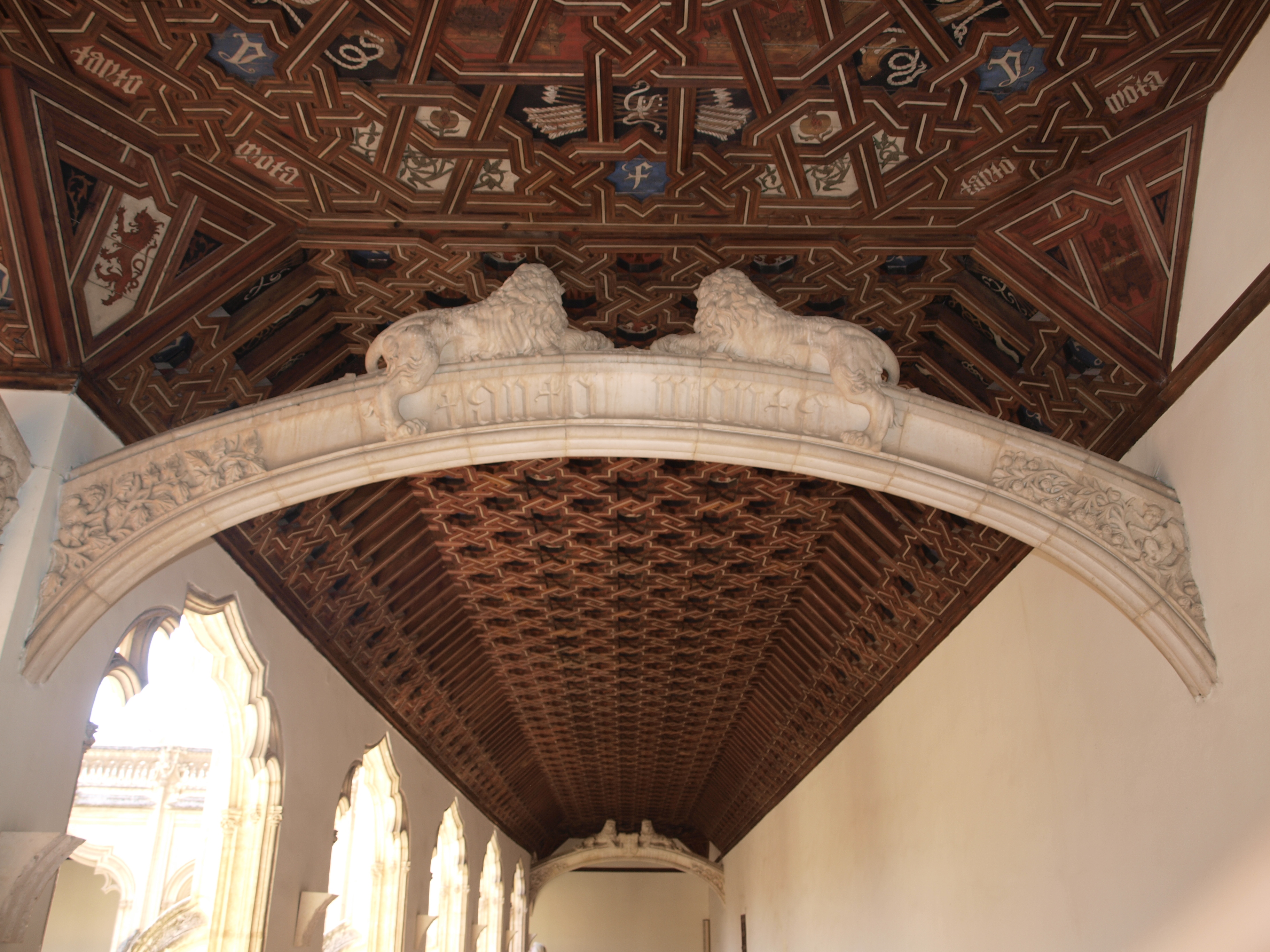
Oberer Kreuzgang im Kloster San Juan de los Reyes, Toledo

## Sonstige
In Kirchen ist die begriffliche Unterscheidung solcher Schwibbögen zu den romanischen Scheidbogen – insbesondere zur Betonung und statischen Sicherung der Vierung – fließend. Diese Bögen sitzen allerdings in der Regel auf Pfeilervorlagen.
In der auvergnatischen Romanik wird der innere Vierungsbereich von Kirchen im sogenannten Massif barlong durch Schwibbögen getragen und betont (Stiftskirche Notre-Dame du Port in Clermont-Ferrand, Prioratskirche Saint-Nectaire (Puy-de-Dôme)), wobei die karolingische Kirche von Germigny-des-Prés (806) als Vorbild gedient haben könnte.

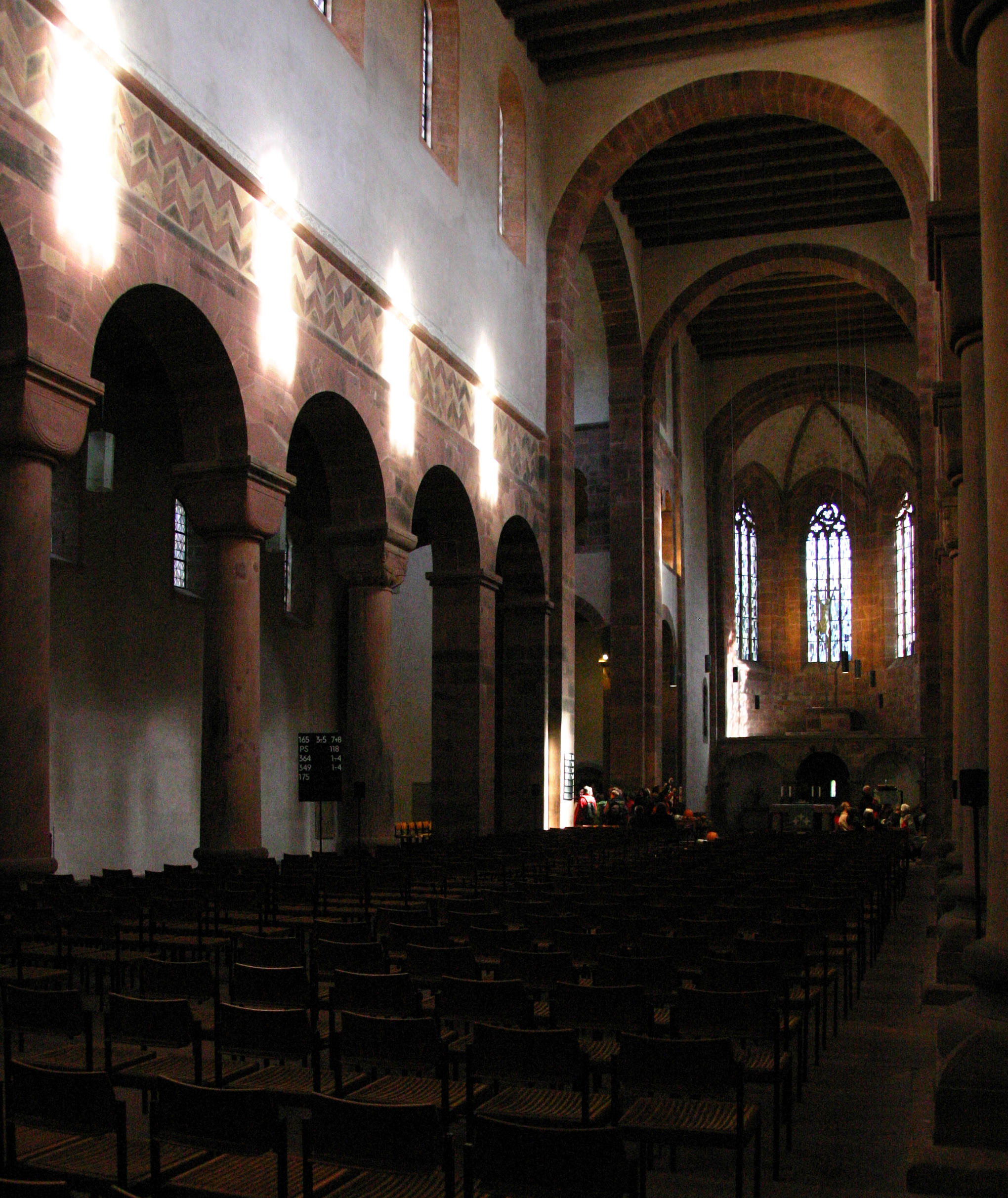
Vierungsscheidbogen einer flachgedeckten Kirche (Klosterkirche Alpirsbach, 12. Jahrhundert)
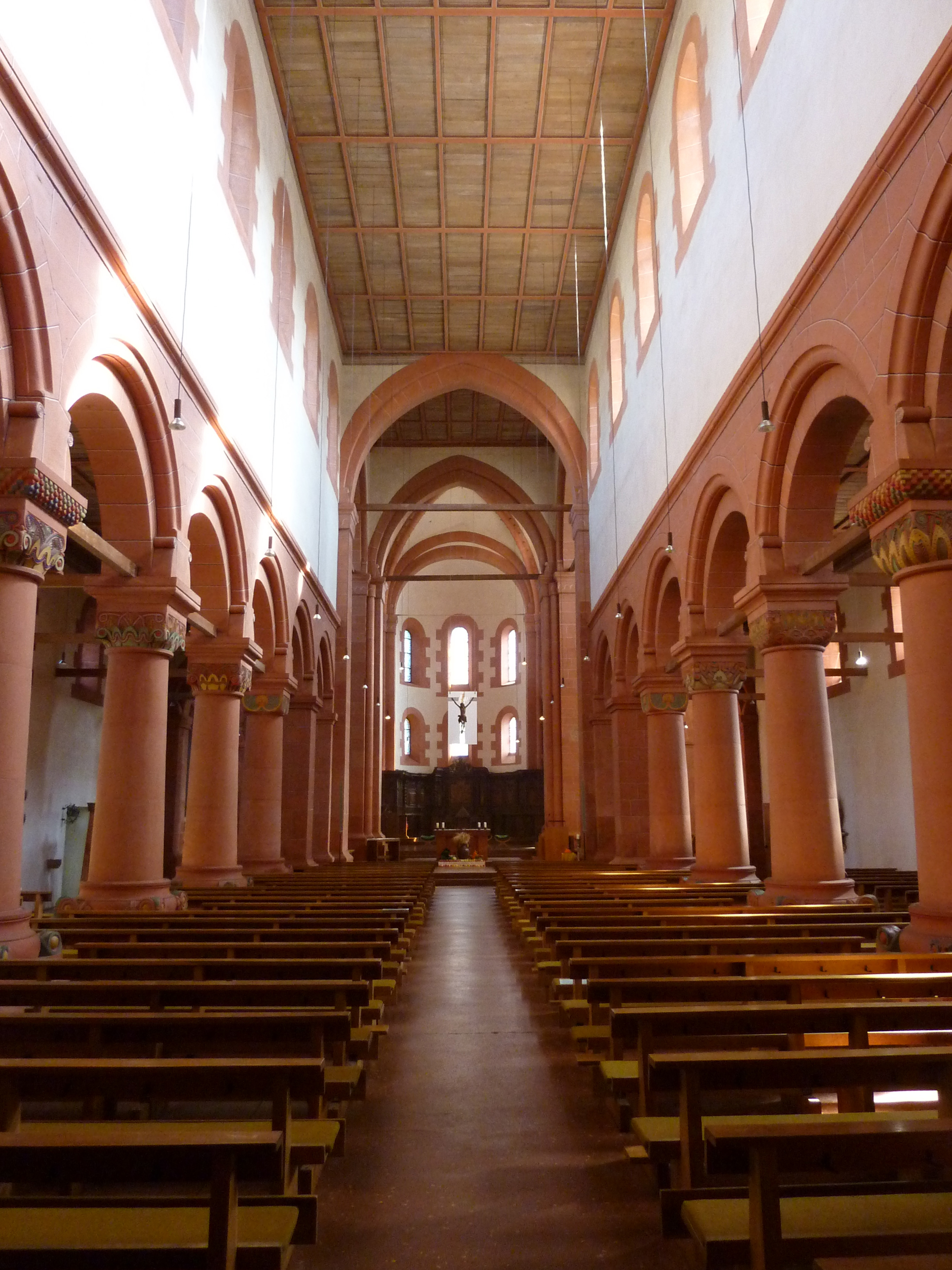
Vierungsscheidbögen Münster Schwarzach (13. Jahrhundert)
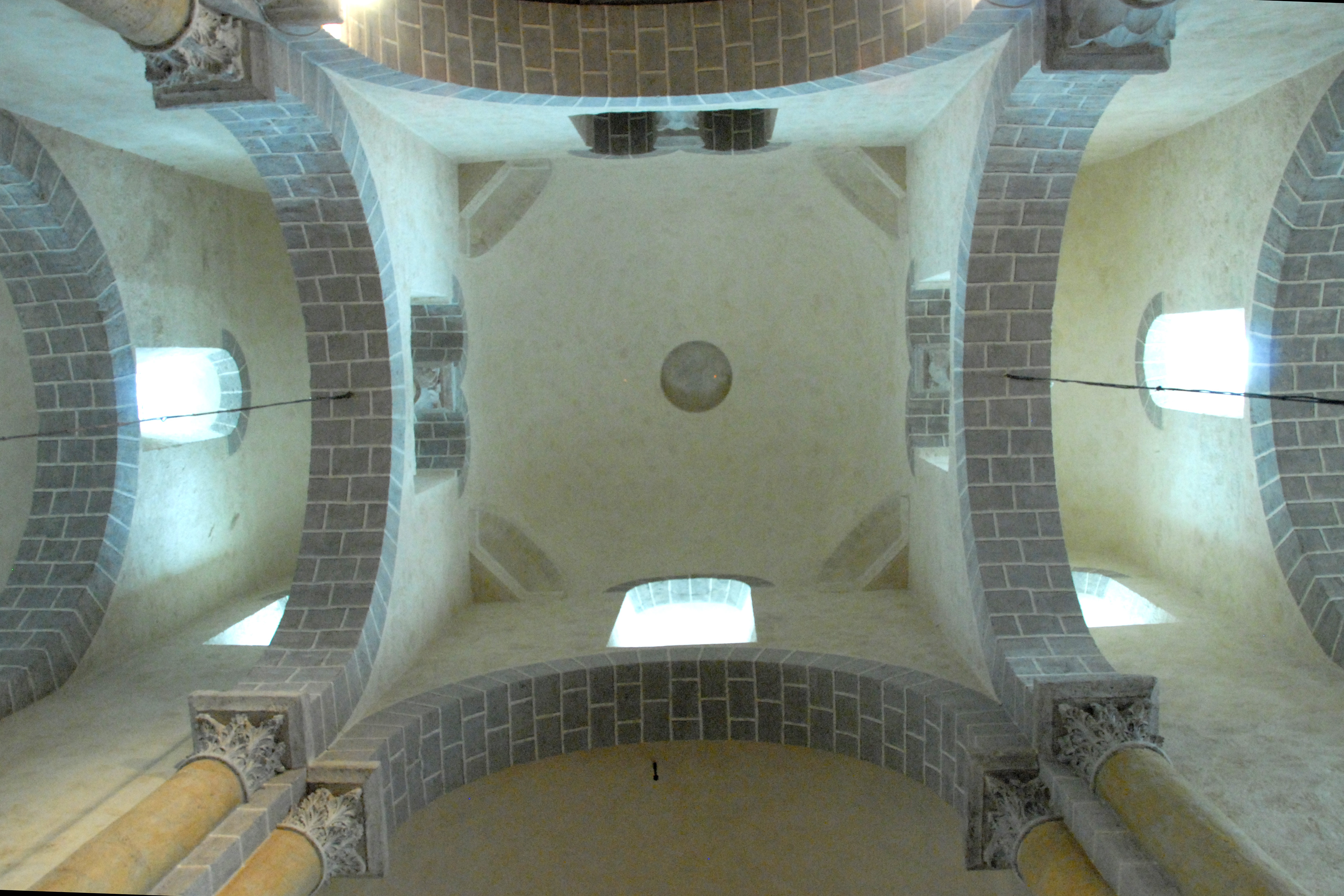
Massif barlong (Prioratskirche Saint-Nectaire, Puy-de-Dôme)
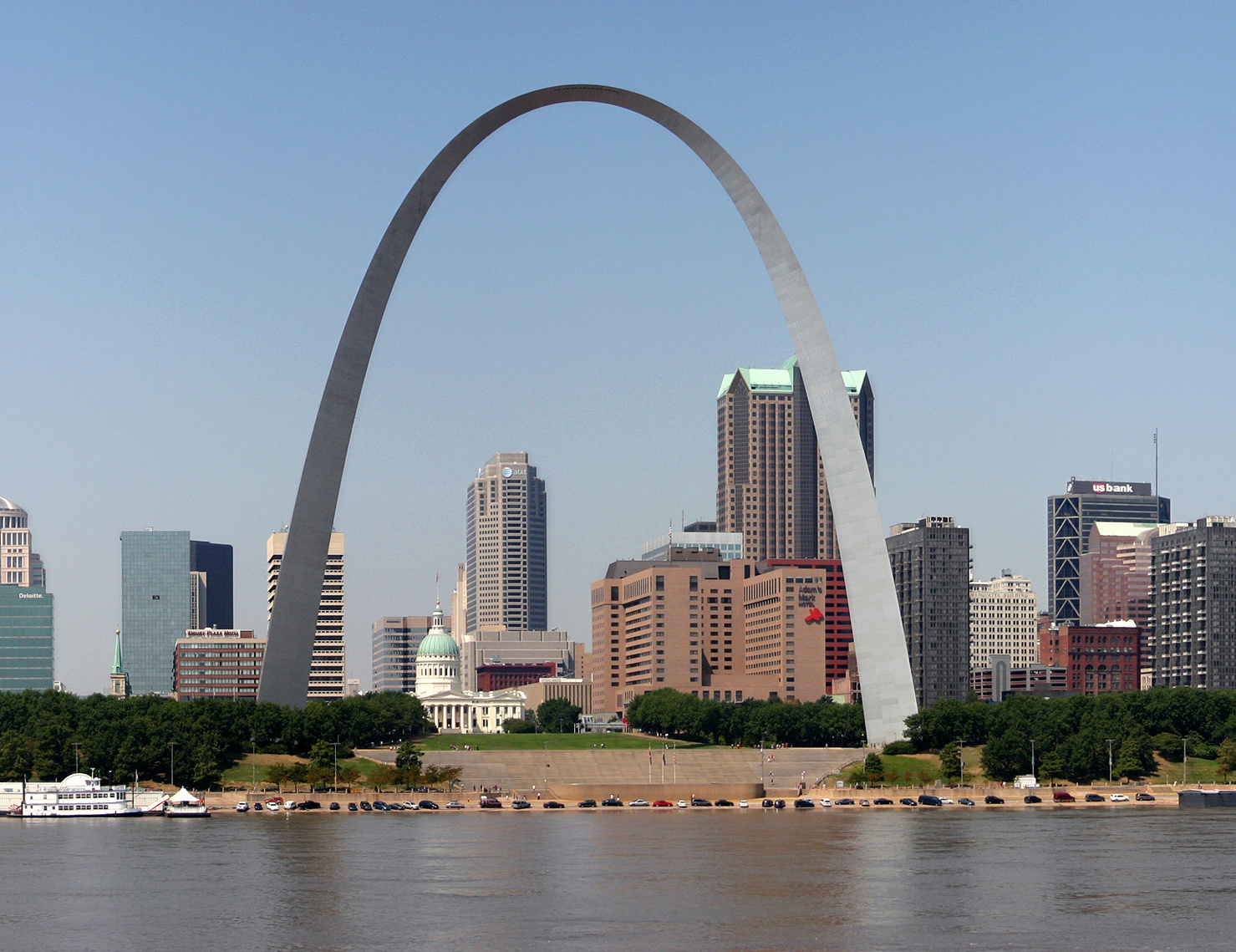
Gateway Arch, St Louis